# سید محمد میرهادی
سیدمحمد میرهادی از سیاستمداران ایرانی بود، که در دوره‌  بیستم و   بیست و یکم بعنوان نماینده تفرش در مجلس شورای ملی حضور داشت.